# HD 156274
HD 156274 ( eller HR 6416) är en trippelstjärna i den norra delen av stjärnbilden Akterskeppet som också har Gouldbeteckningen 41 G Arae. Den har en kombinerad skenbar magnitud av ca 5,48 och är svagt synlig för blotta ögat där ljusföroreningar ej förekommer. Baserat på parallaxmätning inom Hipparcosuppdraget på ca 113,6 mas, beräknas den befinna sig på ett avstånd på ca 29 ljusår (ca 9 parsek) från solen. Den rör sig bort från solen med en heliocentrisk radialhastighet på ca 25 km/s.

## Egenskaper
Primärstjärnan HD 156274 A är en gul till vit stjärna i huvudserien av spektralklass G8 V. Den har en massa som är ca 0,8 solmassa, en radie som är ca 0,8 solradie och har ca 0,5 gånger solens utstrålning av energi från dess fotosfär vid en effektiv temperatur av ca 5 300 K.
Den svagare följeslagaren, HD 156274 B, är en röd dvärg med en massa som är ca 0,52 solmassa, en radie som är ca  0,65 solradie och har ett ovanligt spektrum som visar ett underskott av element med ett högre atomnummer än helium. Inga planetariska följeslagare har upptäckts i omloppsbana kring dessa stjärnor. Stjärnorna i systemet visar låg kromosfärisk aktivitet och har en netto egenrörelse på 52 km/s i förhållande till solen. Detta, i kombination med deras låga metallicitet, visar att paret tillhör den gamla populationen i Vintergatans skiva.
De två stjärnorna delar en mycket elliptisk bana med uppskattningarna av omloppsperioden som sträcker sig från 693 till 2 200 år, och den genomsnittliga separationen av de två stjärnorna är ca 210 AE.
HD 156274 är troligen en trippelstjärna, bestående av komponenterna A som antas vara en spektroskopisk dubbelstjärna och B som följeslagare. Två andra visuella följeslagare har föreslagits, men ingen av dem delar systemets egenrörelse.